# Giustenice
Giustenice (im Ligurischen: Giustexine) ist eine norditalienische Gemeinde mit 1013 Einwohnern (Stand 31. Dezember 2023) in der Region Ligurien. Politisch gehört sie zu der Provinz Savona.

## Geographie
Giustenice liegt am gleichnamigen Fluss, ungefähr 36 Kilometer von der Provinzhauptstadt Savona entfernt. Die Gemeinde gehört zu der Comunità Montana Pollupice.
Nach der italienischen Klassifizierung bezüglich seismischer Aktivität wurde die Gemeinde der Zone 4 zugeordnet. Das bedeutet, dass sich Giustenice in einer seismisch inaktiven Zone befindet.

## Klima
Die Gemeinde wird unter Klimakategorie D klassifiziert, da die Gradtagzahl einen Wert von 1696 besitzt. Das heißt, die in Italien gesetzlich geregelte Heizperiode liegt zwischen dem 1. November und dem 15. April für jeweils 12 Stunden pro Tag.